# 1090-1099
De jaren 1090-1099 (van de christelijke jaartelling) zijn een decennium in de 11e eeuw.

## Meerjarige gebeurtenissen

### Eerste Kruistocht

Kruisvaardersstaten

#### Aanloop
- 1091 : Slag bij Levounion. De Byzantijnen samen met de Koemanen verslaan de Petsjenegen. Keizer Alexios I Komnenos voelt zich nu sterk genoeg om Klein-Azië te heroveren.
- 1092 - De Seltsjoekse sultan Malik Sjah I sterft. Dit is het begin van een periode van burgeroorlog waarin het rijk in stukken uiteenvalt. In het sultanaat Rûm komt Kilij Arslan I aan de macht.
- De opmars van de Seldsjoeken is er de reden van dat de Byzantijnse keizer Alexius Comnenus in 1093 een dramatische oproep doet aan het westerse christendom hem te komen helpen. Op de Synode van Piacenza zijn er afgezanten van keizer Alexius I van Byzantium aanwezig en die vragen militaire hulp om de Turken uit Anatolië te verdrijven.
- Van augustus 1095 tot augustus 1096 trekt Paus Urbanus II door Zuid-Frankrijk en roept overal op om Jeruzalem te bevrijden. Hij beweert dat de christenen er worden vervolgd en belooft de eventuele deelnemers dat de Hemel op hen wacht.
- 1096 : De Volkskruistocht. Vele gewone mensen, waaronder boeren en havelozen, trekken met vrouw en kinderen, maar onder hen ook enkele ridders, op weg naar het Heilige Land. Plunderingen onderweg waren schering en inslag. Jodenvervolging was een rode draad doorheen de acties van de verschillende groepen.

#### Eerste Kruistocht
- 1097 : Het begin van de Eerste Kruistocht. De kruisvaarders verlaten Constantinopel en halen hun eerste overwinning, het Beleg van Nicea
- 1097 : Het Beleg van Antiochië eindigt met de inname van de stad door de kruisvaarders.
- 1098 : De twee eerste kruisvaardersstaten zijn, het graafschap Edessa en het vorstendom Antiochië.
- 1099 : Op 15 juli nemen de christenen onder leiding van Godfried van Bouillon Jeruzalem in en stichten het koninkrijk Jeruzalem. Het bericht bereikt Rome een paar weken na het overlijden van paus Urbanus.
- 1099 : De ridderorde de Militaire Hospitaal Orde van Sint Jan van Jeruzalem wordt opgericht.

### Europa
- 1091 : Val van Noto. Het eiland Sicilië is nu volledig in handen van de Noormannen.
- Koning Filips I van Frankrijk begeert Bertrada, de mooie en jonge vijfde vrouw van zijn oude vazal Fulco IV van Anjou. Tegelijk vindt Filips dat koningin Bertha dik en onaantrekkelijk is geworden. Dus scheidt hij van haar en verbant haar van het hof. Daarna trouwt Filips met Bertrada.
- Niet alle bisschoppen kunnen dit accepteren en er komt verzet tegen deze gang van zaken. In 1094 excommuniceert de aartsbisschop van Lyon het nieuwe paar. Dit wordt in 1095 door de paus bevestigd. Onder druk van de excommunicatie verlaat Filips Bertrada, waarop de excommunicatie wordt opgeheven; Filips en Bertrada gaan echter weer samenwonen en worden opnieuw geëxcommuniceerd.
- 1096 : Koning Alfons VI van León schenkt aan zijn schoonzoon/neef, Hendrik van Bourgondië, het graafschap Portugal.

### Christendom
- 1098 : De kloosterorde van de Cisterciënzers wordt opgericht.

### Publicatie
- De Memoires van Abd Allah ibn Buluggin worden geschreven tussen 1090 en 1094.

## Heersers

### Europa
- Lage Landen
  - Brabant: Hendrik III van Leuven (1078/1085-1095), Godfried I (1095-1139)
  - Midden-Friesland: Koenraad van Zwaben (1088-1099), Hendrik van Northeim (1099-1101)
  - Gelre: Gerard I (1082-1129)
  - Henegouwen: Boudewijn II (1071-1098), Boudewijn III (1098-1120)
  - Holland: Dirk V (1061-1091), Floris II (1091-1122)
  - Limburg: Hendrik I (1078-1118)
  - Lohn: Gerardus de Lohn (1085-1092), Godschalk I (1092-1110)
  - Loon: Arnold I (1078-1126)
  - Neder-Lotharingen: Godfried van Bouillon (1088-1100)
  - Luik: Hendrik I van Verdun (1075-1091), Otbert van Luik (1092-1119)
  - Luxemburg: Hendrik III (1086-1096), Willem I (1096-1129)
  - Namen: Albrecht III (1063-1102)
  - Utrecht: Koenraad van Zwaben (1076-1099)
  - Vlaanderen: Robrecht I (1071-1093), Robrecht II van Jeruzalem (1093-1111)
  - Zutphen: Otto II (1064-1113)

- Duitsland (Heilige Roomse Rijk): Hendrik IV (1056-1105)
  - Beieren: keizer Hendrik IV (1077-1095), Welf IV (1096-1101)
  - Bohemen: Vratislav II (1061-1092), Koenraad I (1092), Břetislav II (1092-1100)
    - Znojmo: Koenraad I van Bohemen (?-1092), Lutold (1092-1112)

  - vrijgraafschap Bourgondië: Reinoud II (1087-1097), Stefanus I (1097-1102)
  - Brunswijk: Gertrudis (1090-1117)
  - Gulik: Gerard III (1081-1114)
  - Istrië: Poppo II (1070-1093), Ulrich II van Weimar (1098-1107)
  - Karinthië en Verona: Liutold van Eppenstein (1077-1090), Hendrik III van Eppenstein (1090-1122)
  - Kleef: Diederik II (1076-1091), Diederik III (1092-1117)
  - Opper-Lotharingen: Diederik II (1070-1115)
  - Meißen: Hendrik I van Eilenburg (1089-1103)
  - Montbéliard en Bar: Sophia van Bar (1033-1093), Diederik I van Montbéliard (1093-1105)
  - Noordmark: Lothar Udo III (1087-1106)
  - Oostenrijk: Leopold II (1075-1095), Leopold III (1095-1136)
  - Rijnpalts: Hendrik van Laach (1085-1095), Siegfried van Ballenstedt (1095-1113)
  - Saksen: Magnus (1072-1106)
  - Stiermarken: Ottokar II (1082-1122)
  - Weimar-Orlamünde: Ulrich II (1070-1112)
  - Zwaben: Frederik I (1079-1105)
    - tegenhertog: Berthold I (1079-1090), Berthold II (1092-1098)

- Frankrijk: Filips I (1060-1108)
  - Angoulême: Willem V (1089-1118)
  - Anjou: Fulco IV (1068-1109)
  - Aquitanië en Gascogne: Willem IX (1086-1126)
  - Armagnac: Gerold II (1063-1095), Bernard III (1095-1110)
  - Auvergne: Robert II (1064-1096), Willem VI (1096-1136)
  - Béarn: Centullus V (1058-1090), Gaston IV (1090-1131)
  - Bigorre: Beatrix I (1080-1095), Bernard III (1095-1113)
  - Blois, Dunois en Meaux: Stefanus II (1089-1102)
  - Boulogne: Eustaas III (1088-1125)
  - hertogdom Bourgondië: Odo I (1079-1102)
  - Champagne: Odo III (1089-1093), Hugo I (1093-1125)
  - Chiny: Arnold I (ca. 1066-1106)
  - Dammartin: Hugo I (1061-1103)
  - Eu: Robert I (?-ca. 1092), Willem II (ca. 1092-1096), Hendrik I (1096-1140)
  - Foix: Rogier II (1064-1124)
  - Guînes: Boudewijn I (?-1091), Manasses I (1091-1137)
  - Mâcon: Reinoud II van Bourgondië (1085-1097), Stefanus I van Bourgondië (1097-1102)
  - Maine: Hugo V van Este (1069-1093), Eli I (1093-1110)
  - La Marche: Boso III (1088-1091), Odo I (1091-1098), Almodis I en Rogier Poitevin (1098-1117)
  - Nevers, Auxerre en Tonnerre: Willem I (1040-1098), Willem II (1098-1147)
  - Normandië: Robert Curthose (1087-1105)
  - Perche: Godfried II (1080-1100)
  - Ponthieu: Gwijde I (1053-1100)
  - Provence: Bertrand II (1062-1093), Gerberga (1093-1112)
  - Saint-Pol: Hugo II (1083-1118)
  - Soissons: Adelheid (1057-1105)
  - Thouars: Amalrik IV (1055-1093), Herbert II (1093-1104)
  - Toulouse: Willem IV (1061-1094), Raymond IV (1094-1105)
  - Vendôme: Godfried II (1085-1102)
  - Vermandois en Valois: Hugo I (1080-1102)

- Iberisch schiereiland:
  - Aragon en Navarra: Sancho I (1063/1076-1094), Peter I (1094-1104)
  - Barcelona: Raymond Berengarius III (1082-1131)
  - Castilië, Leon en Galicië: Alfons VI van Leon (1065/1072-1109)
  - Portugal: Hendrik van Bourgondië (1096-1112)
  - Valencia: Yahya ibn Ismail ibn Yahya al-Qadir (1085-1092), Abu Ahmed Jafar ibn Abd Allah ibn Yahhaf (1092-1094), Rodrigo Díaz de Vivar (1094-1099)

- Britse eilanden
  - Engeland: Willem Rufus (1087-1100)
  - Deheubarth: Rhys ap Tewdwr (1078-1093)
  - Gwynedd: Gruffydd ap Cynan (1081-1137)
  - Powys: Cadwgan ap Bleddyn (1075-1111)
  - Schotland: Malcolm III (1058-1093), Donald III (1093-1097), Duncan II (1094), Edgar (1097-1107)

- Italië
  - Apulië: Rogier I (1085-1111)
  - Monferrato: Willem IV (1084-1100)
  - Napels: Sergius VI (1082-1097), Johannes VI (1097-ca. 1121)
  - Savoye: Humbert II (1082-1103)
  - Sicilië: Rogier I (1071-1101)
  - Toscane: Mathilde (1076-1115)
  - Venetië (doge): Vitale Falier (1084-1096), Vitale I Michiel (1096-1102)

- Scandinavië
  - Denemarken: Olaf I (1086-1095), Erik I (1095-1103)
  - Noorwegen: Olaf III (1067-1093), Haakon Magnusson (1093-1094), Magnus III (1093-1103)
  - Zweden: Inge I (1088-1105)

- Balkan
  - Byzantijnse Rijk: Alexios I Komnenos (1081-1118)
  - Dioclitië: Konstantin Bodin (1081-1101)
  - Kroatië: Stjepan II (1089-1091), Álmos van Hongarije (1091-1093), Petar Svačić (1093-1097)
  - Raška: Vukan (1080-1114)

- Rusland
  - Kiev: Vsevolod I (1078-1093), Svjatopolk II (1093-1113)
  - Tsjernigov: Vladimir Monomach (1078-1094), Oleg I (1094-1097), David Svjatoslavitsj (1097-1123)

- Bretagne: Alan IV (1084-1121)
  - Penthièvre: Godfried I (1079-1093), Stefanus I (1093-1120)
- Hongarije: Ladislaus I (1077-1095), Koloman (1095-1116)
- Polen: Wladislaus I Herman (1079-1102)

### Azië
- Cilicisch-Armenië: Ruben I (1080-1095), Constantijn I (1095-1102)
- China (Song): Zhezong (1085-1100)
  - Liao: Daozong (1055-1101)
  - Westelijke Xia: Chongzong (1086-1139)
- Georgië: David IV (1089-1125)
- Ghaznaviden (Perzië): Ibrahim (1059-1099), Masoed III (1099-1115)
- India
  - Chola: Kulothunga I (1070-1122)
- Japan: Horikawa (1087-1107)
  - insei-keizer: Shirakawa (1087-1129)
- Khmer-rijk (Cambodja): Harshavarman III (1065-1090), Jayavarman VI (1090-1108)
- Korea (Goryeo): Seonjong (1083-1094), Heonjong (1094-1095), Sukjong (1095-1105)
- kruisvaarderstaten
  - Antiochië: Bohemund I (1098-1111)
  - Edessa: Thoros (1095-1098), Boudewijn I van Jeruzalem (1098-1100)
  - voogd van het heilige graf (Jeruzalem): Godfried van Bouillon (1099-1100)
    - Galilea: Tancred (1099-1101)
- Seltsjoeken: Malik Sjah I (1072-1092), Mahmud I (1092-1094), Rukneddin Berkyaruk (1094-1105)
  - Damascus: Tutush I (1079-1095), Shams al-Muluk Duqaq (1095-1104)
  - Khorasan: Ahmad Sanjar (1096-1157)
  - Sultanaat van Rûm: Kilij Arslan I (1092-1107)
- Vietnam: Ly Nhan Tong (1072-1127)

### Afrika
- Almoraviden (Marokko): Yusuf ibn Tashfin (1071-1106)
- Fatimiden (Egypte): Abu Tamil Ma'ad al-Mustansir (1036-1094), Abu'l Qasim Muhammad al-Musta'li (1094-1101)
- Ziriden (Tunesië): Tamim ibn al-Mu'izz (1062-1108)

### Religie
- paus: Urbanus II (1088-1099), Paschalis II (1099-1118)
  - tegenpaus: Clemens III (1080-1100)
- patriarch van Alexandrië (Grieks): Johannes VI (1062-ca.1100)
- patriarch van Alexandrië (koptisch): Cyrillus II (1078-1092), Michaël IV (1092-1102)
- patriarch van Antiochië (Grieks): Niceforus (1084-1090), Johannes VII (1090-1155)
- patriarch van Antiochië (Syrisch): Dionysius VI (1088-1090), Athanasius VI bar Khamoro (1091-1129)
- patriarch van Constantinopel: Nicolaas III (1084-1111)
- patriarch van Jeruzalem (Grieks): Simeon II (1084-1106)
- patriarch van Jeruzalem (Latijns): Arnulf van Chocques (1099), Dagobert van Pisa (1099-1102)
- katholikos-patriarch van Geheel Georgië: Dimitri (1080-1090), Basili III Karichisdze (1090-1100)
- kalifaat van Bagdad (Abbasiden): Al-Muqtadi (1075-1094), Al-Mustazhir (1094-1118)

- aartsbisdom Bremen-Hamburg: Liemar (1072-1101)
- aartsbisdom Canterbury: Anselm (1093-1109)
- aartsbisdom Keulen: Herman III van Hochstaden (1089-1099)
- aartsbisdom Maagdenburg: Hartwig van Spanheim (1079-1102)
- aartsbisdom Reims: Renaud du Bellay (1083-1096), Manasses II van Châtillon (1096-1106)
- aartsbisdom Trier: Engelbert van Rothenburg (1079-1101)

<< · 1090 · 1091 · 1092 · 1093 · 1094 · 1095 · 1096 · 1097 · 1098 · 1099 · >>
<< · 1000-1009 · 1010-1019 · 1020-1029 · 1030-1039 · 1040-1049 · 1050-1059 · 1060-1069 · 1070-1079 · 1080-1089 · 1090-1099 · >>